# Sommerfest
Als Sommerfest werden Feste bezeichnet, die ohne besonderen Anlass in lockerem Rahmen veranstaltet werden. Es können Feste für geladene Gäste oder allgemein zugängliche Feste sein. Oft finden sie zu Sommerbeginn oder zum Ende des Sommers statt, also dann, wenn viele Menschen noch nicht in Sommerurlaub sind oder aus diesem zurückgekehrt sind.
Öffentliche Sommerfeste werden unter anderem veranstaltet von Gemeinden (Orts- und Pfarrgemeinden), von Vereinen, von Personen oder von Unternehmen. Sie können den Charakter eines Volksfestes haben. Bei trockener Witterung finden sie meist im Freien statt. Manchmal gibt es Ausweichmöglichkeiten bei schlechtem Wetter (z. B. eine Scheune). Bei manchen Sommerfesten wird auch ein Festzelt aufgebaut.
Manchmal gibt es Hintergrundmusik aus Lautsprechern; manchmal eine Musikkapelle oder eine Band. Manchmal gibt es auch Gelegenheit zum Tanz.
Veranstaltende Vereine sind zum Beispiel die Freiwillige Feuerwehr, Seniorenklubs, Blasmusikvereine oder Gesangsvereine. Auch Sektionen politischer Parteien veranstalten Sommerfeste für ihre Mitglieder oder für die Öffentlichkeit.

## Bekannte alljährliche Sommerfeste
Bekannte und regelmäßige Veranstaltungen im deutschen Sprachraum sind u. a.
- das Sommerfest der Volksmusik, eine Unterhaltungssendung des ARD
- andere Feste der Volksmusik
- das Sommerfest des Meininger Theaters
- die Kieler Woche
- das Sommerfest des Bundespräsidenten[1]
- das Magdalenenfest im Münchner Hirschgarten
- das Eröffnungsfest der Wiener Festwochen
- das Sommerbiwak der Bundeswehr in Hannover
- das „Sommerfest der kleinKunst“ im Aqua-Magica-Kulturpark Nordrhein-Westfalens
- und viele weitere in Schlössern oder städtischen Parks von Städten und Gemeinden.